# 蛇類列表

## 真蛇下目
- 科：瘰鱗蛇科（Acrochordida - Bonaparte，1831）
  - 屬：瘰鱗蛇屬（Acrochordus – Hornstedt，1787）
- 科：筒蛇科（Aniliidae – Stejneger，1907）
  - 屬：筒蛇屬（Anilius – Oken，1816）
- 科：倭管蛇科（Anomochilidae – Cundall、Wallach及Rossman，1993）
  - 屬：倭管蛇屬（Anomochilus – Berg，1901）
- 科：穴蝰科（Atractaspididae – Günther，1858）
  - 屬：鈍渴蛇屬（Amblyodipsas - Peters，1857）
  - 屬：食蜈蚣蛇屬（Aparallactus - A. Smith，1849）
  - 屬：穴蝰屬（Atractaspis - A. Smith，1849）
  - 屬：短尾蛇屬（Brachyophis - Mocquard，1888）
  - 屬：唇鼻蛇屬（Chilorhinophis - Werner，1907）
  - 屬：長蛇屬（Elapotinus - Jan，1862）
  - 屬：Hypoptophis - Boulenger，1896
  - 屬：納塔爾蛇屬（Macrelaps - Boulenger，1896）
  - 屬：微蛇屬（Micrelaps - Boettger，1880）
  - 屬：Poecilopholis - Boulenger，1903
  - 屬：草地蛇屬（Polemon - Jan，1858）
  - 屬：羽吻蛇屬（Xenocalamus - Günther，1868）
- 科：蚺科（Boidae - Gray，1825）
  - 亞科：蚺亞科（Boinae - Gray，1825）
    - 屬：蚺屬（Boa - Linnaeus，1758）
    - 屬：樹蚺屬（Candoia - Gray，1842）
    - 屬：美洲樹蚺屬（Corallus - Daudin，1803）
    - 屬：虹蚺屬（Epicrates - Wagler，1830）
    - 屬：水蚺屬（Eunectes - Wagler，1830）
    - 屬：泰坦巨蟒屬（Titanoboa - Head，2009）

  - 亞科：沙蟒亞科（Erycinae - Bonaparte，1831）
    - 屬：橡皮蚺屬（Charina - Gray，1849）
    - 屬：沙蟒屬（Eryx - Daudin，1803）
    - 屬：西非沙蟒屬（Gongylophis - Wagler，1830）
- 科：島蚺科（Bolyeriidae - Hoffstetter，1946）
  - 屬：雷蛇屬（Bolyeria - Gray，1842）
  - 屬：島蚺屬（Casarea - Gray，1842）
- 科：游蛇科（Colubridae - Oppel，1811）
  - 亞科：Boodontinae
    - 屬：凹頰蛇屬（Bothrolycus）
    - 屬：凹眼斑蛇屬（Bothrophthalmus）
    - 屬：Chamaelycus
    - 屬：Dendrolycus
    - 屬：Dipsina
    - 屬：速蛇屬（Dromophis）
    - 屬：Gonionotophis
    - 屬：葛雷蛇屬（Grayia）
    - 屬：Hormonotus
    - 屬：屋蛇屬（Lamprophis）
    - 屬：Lycodonomorphus
    - 屬：狼蛇屬（Lycophidion）
    - 屬：Macroprotodon
    - 屬：銼蛇屬（Mehelya）
    - 屬：假盾蛇屬（Pseudaspis）
    - 屬：Pseudoboodon
    - 屬：Pythonodipsas
    - 屬：Scaphiophis
    - 屬：Buhoma（地位未定）
    - 屬：食蛞蝓蛇屬（Duberria，地位未定）
    - 屬：Montaspis（地位未定）

  - 亞科：鐵線蛇亞科（Calamariinae）
    - 屬：鐵線蛇屬（Calamaria）

  - 亞科：黃頷蛇亞科（Colubrinae）
    - 屬：貓眼蛇屬（Aeluroglena）
    - 屬：瘦蛇屬（Ahaetulla）
    - 屬：Argyrogena
    - 屬：Arizona - Kennicott In Baird，1859
    - 屬：鮑氏蛇屬（Bogertophis - Dowling & Price，1988）
    - 屬：林蛇屬（Boiga - Fitzinger，1826）
    - 屬：Cemophora - Cope，1860
    - 屬：沙蛇屬（Chilomeniscus - Cope，1860s）
    - 屬：藤蛇屬（Chionactis - Cope，1860）
    - 屬：蚩蛇屬（Chironius）
    - 屬：金花蛇屬（Chrysopelea）
    - 屬：游蛇屬（Coluber - Linnaeus，1758）
    - 屬：蚊蛇屬（Conopsis - Günther，1858）
    - 屬：Coronella
    - 屬：Crotaphopeltis
    - 屬：Cryptophidion
    - 屬：翠青蛇屬（Cyclophiops）
    - 屬：食卵蛇屬（Dasypeltis）
    - 屬：過樹蛇屬（Dendrelaphis - Boulenger，1890）
    - 屬：中美樹蛇屬（Dendrophidion - Fitzinger，1843）
    - 屬：鍊蛇屬（Dinodon）
    - 屬：巨渴蛇屬（Dipsadoboa）
    - 屬：非洲樹蛇屬（Dispholidus）
    - 屬：Dolichophis
    - 屬：白眶蛇屬（Dryadophis - Stuart，1938）
    - 屬：森王蛇屬（Drymarchon - Fitzinger，1843）
    - 屬：珠點蛇屬（Drymobius - Fitzinger，1843）
    - 屬：灌蛇屬（Drymoluber）
    - 屬：葦蛇屬（Dryocalamus）
    - 屬：茅蛇屬（Dryophiops）
    - 屬：Eirenis
    - 屬：印度食卵蛇屬（Elachistodon）
    - 屬：錦蛇屬（Elaphe - Fitzinger In Wagler，1833）
    - 屬：墨西哥鷹鼻蛇屬（Ficimia - Gray，1849）
    - 屬：腹溝蛇屬（Gastropyxis）
    - 屬：扁吻蛇屬（Geagras - Cope，1876）
    - 屬：虹樹蛇屬（Gonyophis）
    - 屬：樹棲鼠蛇屬（Gonyosoma）
    - 屬：鷹鼻蛇屬（Gyalopion - Cope，1860）
    - 屬：Hapsidophrys
    - 屬：Hemerophis
    - 屬：Hemorrhois
    - 屬：Hierophis
    - 屬：王蛇屬（Lampropeltis - Fitzinger，1843）
    - 屬：Leptodrymus
    - 屬：大眼蛇屬（Leptophis - Bell，1825）
    - 屬：Lepturophis
    - 屬：Liopeltis
    - 屬：白環蛇屬（Lycodon - Boie，1826）
    - 屬：Lycognathophis - Boulenger，1893
    - 屬：Lytorhynchus
    - 屬：鞭蛇屬（Masticophis - Baird & Girard，1853）
    - 屬：Mastigodryas - Amaral，1935
    - 屬：Meizodon
    - 屬：小頭蛇屬（Oligodon）
    - 屬：翠青蛇屬（Opheodrys - Fitzinger，1843）
    - 屬：蔓蛇屬（Oxybelis - Wagler，1830）
    - 屬：灌棲蛇屬（Philothamnus）
    - 屬：葉鼻蛇屬（Phyllorhynchus - Stejneger，1890）
    - 屬：松蛇屬（Pituophis - Holbrook，1842）
    - 屬：紅鞭蛇屬（Platyceps）
    - 屬：Prosymna
    - 屬：Pseudocyclophis
    - 屬：Pseudoficimia - Bocourt，1883
    - 屬：Pseustes - Fitzinger，1843
    - 屬：鼠蛇屬（Ptyas）
    - 屬：窄鱗蛇屬（Rhamnophis）
    - 屬：大吻鱗蛇屬（Rhinobothryum - Wagler，1830）
    - 屬：疣唇蛇屬（Rhinocheilus - Baird & Girard，1853）
    - 屬：Rhynchocalamus
    - 屬：Rhynchophis
    - 屬：Salvadora - Baird & Girard，1853
    - 屬：Scaphiodontophis - Taylor & Smith，1943
    - 屬：Scolecophis
    - 屬：Senticolis - Dowling & Fries，1987
    - 屬：劍蛇屬（Sibynophis）
    - 屬：Simophis - Peters，1860
    - 屬：Sonora - Baird & Girard，1853
    - 屬：Spalerosophis
    - 屬：Spilotes - Wagler，1830
    - 屬：Stegonotus
    - 屬：Stenorrhina - Duméril，1853
    - 屬：竹竿蛇屬（Stilosoma - Brown，1890）
    - 屬：Symphimus - Cope，1870
    - 屬：Sympholis - Cope，1862
    - 屬：黑頭蛇屬（Tantilla - Baird & Girard，1853）
    - 屬：Tantillita - Smith，1941
    - 屬：Telescopus
    - 屬：非洲藤蛇屬（Thelotornis）
    - 屬：Thrasops
    - 屬：琴蛇屬（Trimorphodon - Cope，1861）
    - 屬：Xenelaphis
    - 屬：Xyelodontophis
    - 屬：烏梢蛇屬（Zaocys）

  - 亞科：食蝸蛇亞科（Dipsadinae）
    - 屬：Adelphicos - Jan，1862
    - 屬：Amastridium - Cope，1861
    - 屬：箭蛇屬（Atractus - Wagler，1828）
    - 屬：熱帶林蛇屬（Calamodontophis - Amaral，1963）
    - 屬：奔蛇屬（Chersodromus - Reinhardt，1860）
    - 屬：泛美蛇屬（Coniophanes - Hallowell In Cope，1860）
    - 屬：Cryophis - Bogert & Duellman，1963
    - 屬：食蝸蛇屬（Dipsas - Laurenti，1768）
    - 屬：Eridiphas - Leviton & Tanner，1960
    - 屬：土蛇屬（Geophis - Wagler，1830）
    - 屬：夜蛇屬（Hypsiglena - Cope，1860）
    - 屬：皮帶蛇屬（Imantodes - Duméril，1853）
    - 屬：大頭蛇屬（Leptodeira - Fitzinger，1843）
    - 屬：寧尼亞蛇屬（Ninia - Baird & Girard，1853）
    - 屬：Pliocercus
    - 屬：假大頭蛇屬（Pseudoleptodeira - Taylor，1939）
    - 屬：細蛇屬（Rhadinaea - Cope，1863）
    - 屬：鈍蛇屬（Sibon - Fitzinger，1826）
    - 屬：矛形蛇屬（Sibynomorphus - Fitzinger，1843）
    - 屬：Tretanorhinus - Duméril，Bibron & Duméril，1854
    - 屬：單前額鱗蛇屬（Trimetopon - Cope，1885）
    - 屬：龍謁蛇屬（Tropidodipsas）
    - 屬：棍尾蛇屬（Urotheca - Bibron，1843）
    - 屬：蠕蛇屬（Carphophis - Gervais，1843，地位未定）
    - 屬：Contia - Baird & Girard，1853（地位未定）
    - 屬：Crisantophis - Villa，1971（地位未定）
    - 屬：環頸蛇屬（Diadophis - Baird & Girard，1853，地位未定）
    - 屬：異甲蛇屬（Diaphorolepis - Jan，1863，地位未定）
    - 屬：Echinanthera - Cope, 1894（地位未定）
    - 屬：Emmochliophis - Fritts & Smith，1969（地位未定）
    - 屬：Enuliophis（地位未定）
    - 屬：Enulius - Cope，1871（地位未定）
    - 屬：Hydromorphus - Peters，1859（地位未定）
    - 屬：中美蛇屬（Nothopsis - Cope，1871，地位未定）
    - 屬：Rhadinophanes - Myers & Campbell，1981（地位未定）
    - 屬：Synophis - Peracca，1896（地位未定）
    - 屬：Taeniophallus（地位未定）
    - 屬：Tantalophis - Duellman，1958（地位未定）
    - 屬：異鱗蛇屬（Xenopholis - Peters，1866，地位未定）

  - 亞科：水游蛇亞科（Homalopsinae）
    - 屬：稜腹蛇屬（Bitia - Gray，1842）
    - 屬：Cantoria - Girard，1857
    - 屬：波加丹蛇屬（Cerberus - Cuvier，1829）
    - 屬：水蛇屬（Enhydris - Sonnini & Latreille，1802）
    - 屬：釣魚蛇屬（Erpeton - Lacépède，1800）
    - 屬：食蟹蛇屬（Fordonia - Gray，1837）
    - 屬：格氏蛇屬（Gerarda - Gray，1849）
    - 屬：Heurnia - Jong，1926
    - 屬：Homalopsis - Kuhl & Hasselt，1822
    - 屬：Myron - Gray，1849
    - 屬：Brachyorrhos - Kuhl，1826（地位未定）

  - 亞科：游蛇亞科（Natricinae）
    - 屬：Adelophis - Dugès，1879
    - 屬：Afronatrix - Rossman & Eberle，1977
    - 屬：腹鏈蛇屬（Amphiesma - Duméril，Bibron & Duméril，1854）
    - 屬：白眶蛇屬（Amphiesmoides - Malnate，1961）
    - 屬：Anoplohydrus - Werner，1909
    - 屬：盾尾蛇屬（Aspidura - Wagler，1830）
    - 屬：滇西蛇屬（Atretium - Cope，1861）
    - 屬：頭蛇屬（Balanophis - H.M. Smith，1938）
    - 屬：Clonophis - Cope，1889
    - 屬：全盾蛇屬（Hologerrhum）
    - 屬：婆蛇屬（Hydrablabes）
    - 屬：Hydraethiops - Günther，1872
    - 屬：蜥顎蛇屬（Iguanognathus - Boulenger，1898）
    - 屬：頸棱蛇屬（Macropisthodon - Boulenger，1893）
    - 屬：水游蛇屬（Natrix - Laurenti，1768）
    - 屬：美洲水蛇屬（Nerodia - Baird & Girard，1853）
    - 屬：後棱蛇屬（Opisthotropis - Günther，1872）
    - 屬：安南後棱蛇屬（Parahelicops）
    - 屬：異紋蛇屬（Pararhabdophis - Bourret，1934）
    - 屬：女王蛇屬（Regina - Baird & Girard，1853）
    - 屬：頸槽蛇屬（Rhabdophis - Fitzinger，1843）
    - 屬：北美游蛇屬（Seminatrix - Cope，1895）
    - 屬：華游蛇屬（Sinonatrix - Rossman and Eberle，1977）
    - 屬：斯氏蛇屬（Storeria - Baird & Girard，1853）
    - 屬：束帶蛇屬（Thamnophis - Fitzinger，1843）
    - 屬：線蛇屬（Tropidoclonion - Cope，1860）
    - 屬：Tropidonophis - Jan，1863
    - 屬：維基尼亞蛇屬（Virginia - Baird & Girard，1853）
    - 屬：大鼻蛇屬（Amplorhinus，地位未定）
    - 屬：澤蛇屬（Limnophis - Günther，1865，地位未定）
    - 屬：非洲游蛇屬（Natriciteres - Loveridge，1953，地位未定）
    - 屬：紫沙蛇屬（Psammodynastes，地位未定）
    - 屬：異色蛇屬（Xenochrophis - Günther，1864，地位未定）

  - 亞科：鈍頭蛇亞科（Pareatinae）
    - 屬：Aplopeltura
    - 屬：Asthenodipsas
    - 屬：鈍頭蛇屬（Pareas）

  - 亞科：花條蛇亞科（Psammophiinae）
    - 屬：Hemirhagerrhis
    - 屬：Malpolon
    - 屬：Mimophis
    - 屬：花條蛇屬（Psammophis）
    - 屬：Psammophylax
    - 屬：Rhamphiophis

  - 亞科：斜鱗蛇亞科（Pseudoxenodontinae）
    - 屬：Plagiopholis
    - 屬：斜鱗蛇屬（Pseudoxenodon）

  - 亞科：Pseudoxyrhophiinae亞科
    - 屬：Alluaudina
    - 屬：Compsophis
    - 屬：Ditypophis
    - 屬：Dromicodryas
    - 屬：Exallodontophis
    - 屬：Geodipsas
    - 屬：Heteroliodon
    - 屬：Ithycyphus
    - 屬：Langaha
    - 屬：Leioheterodon
    - 屬：Liophidium
    - 屬：Liopholidophis
    - 屬：Lycodryas
    - 屬：馬達加斯加蛇屬（Madagascarophis）
    - 屬：Micropisthodon
    - 屬：Pararhadinaea
    - 屬：Brygophis
    - 屬：Pseudoxyrhopus
    - 屬：Stenophis

  - 亞科：閃皮蛇亞科（Xenodermatinae）
    - 屬：脊蛇屬（Achalinus）
    - 屬：鬚唇蛇屬（Fimbrios）
    - 屬：藤杆蛇屬（Oxyrhabdium - Boulenger，1893）
    - 屬：Stoliczkaia
    - 屬：爪哇閃皮蛇屬（Xenodermus）
    - 屬：Xylophis - Beddome，1878
    - 屬：Calamaria
    - 屬：Calamorhabdium
    - 屬：Collorhabdium
    - 屬：Etheridgeum
    - 屬：Macrocalamus
    - 屬：Pseudorabdion
    - 屬：Rabdion

  - 亞科：異齒蛇亞科（Xenodontinae）
    - 屬：加勒比遊蛇屬（Alsophis - Fitzinger，1843）
    - 屬：Antillophis - Maglio，1970
    - 屬：Apostolepis - Cope，1862
    - 屬：Arrhyton - Günther，1858
    - 屬：Boiruna
    - 屬：擬蚺蛇（Clelia - Fitzinger，1826）
    - 屬：康樂蛇屬（Conophis - Peters，1860）
    - 屬：達氏蛇屬（Darlingtonia - Cochran，1935）
    - 屬：Ditaxodon - Hoge，1958
    - 屬：鐮蛇屬（Drepanoides - Dunn，1928）
    - 屬：Elapomorphus - Wiegmann，1843
    - 屬：紅光蛇屬（Erythrolamprus - Wagler，1830）
    - 屬：泥蛇屬（Farancia - Gray，1842）
    - 屬：漁蛇屬（Helicops - Wagler，1830）
    - 屬：豬鼻蛇屬（Heterodon - Latreille In Sonnini & Latreille，1801）
    - 屬：水王蛇屬（Hydrodynastes - Fitzinger，1843）
    - 屬：Hydrops - Wagler，1830
    - 屬：Hypsirhynchus - Günther，1858
    - 屬：多明戈蛇屬（Ialtris - Cope，1862）
    - 屬：滑蛇屬（Liophis - Wagler，1830）
    - 屬：南美豬鼻蛇屬（Lystrophis - Cope，1885）
    - 屬：松鱗蛇屬（Manolepis - Cope，1885）
    - 屬：Oxyrhopus - Wagler，1830
    - 屬：Phalotris
    - 屬：Philodryas - Wagler，1830
    - 屬：Phimophis - Cope，1860
    - 屬：Pseudablabes - Boulenger，1896
    - 屬：擬蚺蛇屬（Pseudoboa - Schneider，1801）
    - 屬：Pseudoeryx - Fitzinger，1826
    - 屬：Psomophis
    - 屬：棘蛇屬（Rhachidelus - Boulenger，1908）
    - 屬：Saphenophis - Myers，1972
    - 屬：Siphlophis - Fitzinger，1843
    - 屬：Tropidodryas - Fitzinger，1843
    - 屬：Umbrivaga - Roze，1964
    - 屬：長尾蛇屬（Uromacer - Duméril，Bibron & Duméril，1854）
    - 屬：細尾蛇屬（Uromacerina - Amaral，1929）
    - 屬：Waglerophis - Romano & Hoge，1973
    - 屬：異齒蛇屬（Xenodon - F. Boie，1827）
    - 屬：Xenoxybelis
    - 屬：Cercophis - Fitzinger，1843（地位未定）
    - 屬：Lioheterophis - Amaral，1935（地位未定）
    - 屬：Sordellina - Proctor，1923（地位未定）

  - 族：易怒蛇族（Tachymenini，屬於異齒蛇亞科）
    - 屬：Gomesophis - Hoge & Mertens，1959
    - 屬：Pseudotomodon - Koslowsky，1896
    - 屬：Ptychophis - Gomes，1915
    - 屬：易怒蛇屬（Tachymenis - Wiegmann，1835）
    - 屬：Thamnodynastes - Wagler，1830
    - 屬：銳齒蛇屬（Tomodon - Duméril & Bibron，1853）

  - 亚科未定
    - 屬：珠光蛇屬（Blythia - Theobold，1868）
    - 屬：闊突蛇屬（Cercaspis）
    - 屬：菲島蛇屬（Cyclocorus）
    - 屬：錦蛇屬（Elapoidis - F. Boie，1827）
    - 屬：Gongylosoma
    - 屬：單尾鱗蛇屬（Haplocercus - Günther，1858）
    - 屬：沾蛇屬（Helophis）
    - 屬：邁氏蛇屬（Myersophis）
    - 屬：Oreocalamus
    - 屬：豹斑蛇屬（Pantherophis）
    - 屬：葉鼻蛇屬（Phyllorhynchus）
    - 屬：Poecilopholis
    - 屬：黃腹杆蛇屬（Rhabdops - Boulenger，1893）
    - 屬：四唇鱗蛇屬（Tetralepis - Boettger，1892）
    - 屬：溫泉蛇屬（Thermophis）
    - 屬：坭蛇屬（Trachischium - Günther，1853）
- 科：管蛇科（Cylindrophiidae - Fitzinger，1843）
  - 屬：管蛇屬（Cylindrophis - Wagler，1828）
- 科：眼鏡蛇科及海蛇科（Elapidae & Hydrophiidae - F. Boie，1827 ）
  - 屬：棘眥海蛇屬（Acalyptophis - Boulenger，1869）
  - 屬：死亡蛇屬（Acanthophis - Daudin，1803）
  - 屬：劍尾海蛇屬（Aipysurus - Lacépède，1804）
  - 屬：盾鼻蛇屬（Aspidelaps - Fitzinger，1843）
  - 屬：擬盾蛇屬（Aspidomorphus - Fitzinger，1843）
  - 屬：棘鱗海蛇屬（Astrotia - Fischer，1855）
  - 屬：澳洲銅頭蛇屬（Austrelaps - Worrell，1963）
  - 屬：水眼鏡蛇屬（Boulengerina - Dollo，1886）
  - 屬：環蛇屬（Bungarus - Daudin，1803）
  - 屬：侏儒皇冠蛇屬（Cacophis - Günther，1863）
  - 屬：麗紋蛇屬（Calliophis - Gray，1834）
  - 屬：澳蛇屬（Demansia - Gray，1842）
  - 屬：曼巴蛇屬（Dendroaspis - Schlegel，1848）
  - 屬：澳太蛇屬（Denisonia - Krefft，1869）
  - 屬：Drysdalia - Worrell，1961
  - 屬：Echiopsis - Fitzinger，1843
  - 屬：小沙蛇屬（Elapognathus - Boulenger，1896）
  - 屬：非洲帶蛇屬（Elapsoidea - Bocage，1866）
  - 屬：龜頭海蛇屬（Emydocephalus - Krefft，1869）
  - 屬：裂頦海蛇屬（Enhydrina - Gray，1849）
  - 屬：杆尾海蛇屬（Ephalophis - M.A. Smith，1931）
  - 屬：Furina - Duméril，1853
  - 屬：唾蛇屬（Hemachatus - Fleming，1822）
  - 屬：Hemiaspis - Fitzinger，1861
  - 屬：亞洲麗紋蛇屬（Hemibungarus - Peters，1862）
  - 屬：Homoroselaps - Jan，1858
  - 屬：盔頭蛇屬（Hoplocephalus - Wagler，1830）
  - 屬：達爾文海蛇屬（Hydrelaps - Boulenger，1896）
  - 屬：海蛇屬（Hydrophis - Latreille In Sonnini & Latreille，1801）
  - 屬：截吻海蛇屬（Kerilia - Gray，1849）
  - 屬：大頭海蛇屬（Kolpophis - M.A. Smith，1926）
  - 屬：平頦海蛇屬（Lapemis - Gray，1835）
  - 屬：扁尾海蛇屬（Laticauda - Laurenti，1768）
  - 屬：細尾珊瑚蛇屬（Leptomicrurus - Schmidt，1937）
  - 屬：洛氏蛇屬（Loveridgelaps - McDowell，1970）
  - 屬：小伊蛇屬（Micropechis - Boulenger，1896）
  - 屬：擬珊瑚蛇屬（Micruroides - Schmidt，1928）
  - 屬：珊瑚蛇屬（Micrurus - Wagler，1824）
  - 屬：眼鏡蛇屬（Naja - Laurenti，1768）
  - 屬：虎蛇屬（Notechis - Boulenger，1896）
  - 屬：斐濟蛇屬（Ogmodon - Peters，1864）
  - 屬：眼鏡王蛇屬（Ophiophagus - Günther，1864）
  - 屬：太攀蛇屬（Oxyuranus - Kinghorn，1923）
  - 屬：海蝰屬（Parahydrophis - Burger & Natsuno，1974）
  - 屬：異眼鏡蛇屬（Paranaja - Loveridge，1944）
  - 屬：Parapistoclamus - Roux，1934
  - 屬：長吻海蛇屬（Pelamis - Daudin，1803）
  - 屬：海蝰屬（Praescutata - Wall，1921）
  - 屬：伊澳蛇屬（Pseudechis - Wagler，1830）
  - 屬：樹眼鏡蛇屬（Pseudohaje - Günther，1858）
  - 屬：擬眼鏡蛇屬（Pseudonaja - Günther，1858）
  - 屬：澳西蛇屬（Rhinoplocephalus - Müller，1885）
  - 屬：Salomonelaps - McDowell，1970
  - 屬：黑帶眼鏡蛇屬（Simoselaps - Jan，1859）
  - 屬：華珊瑚蛇屬（Sinomicrurus - Slowinski et al.，2001）
  - 屬：Suta - Worrell，1961
  - 屬：異鱗海蛇屬（Thalassophis - P. Schmidt，1852）
  - 屬：毒伊蛇屬（Toxicocalamus - Boulenger，1896）
  - 屬：澳東蛇屬（Tropidechis - Günther，1863）
  - 屬：澳蠕蛇屬（Vermicella - Gray In Günther，1858）
  - 屬：沙漠眼鏡蛇屬（Walterinnesia - Lataste，1887）
- 科：美洲閃鱗蛇科（Loxocemidae - Cope，1861）
  - 屬：美洲閃鱗蛇屬（Loxocemus - Cope，1861）
- 科：蟒科（Pythonidae - Fitzinger，1826）
  - 屬：侏儒蟒屬（Antaresia - Wells & Wellington，1984）
  - 屬：巴布亞蟒屬（Apodora - Kluge，1993）
  - 屬：盾蟒屬（Aspidites - Peters，1877）
  - 屬：環紋蟒屬（Bothrochilus - Fitzinger，1843）
  - 屬：白吻蟒屬（Leiopython - Hubrecht，1879）
  - 屬：岩蟒屬（Liasis - Gray，1842）
  - 屬：樹蟒屬（Morelia - Gray，1842）
  - 屬：蟒屬（Python - Daudin，1803）
- 科：林蚺科（Tropidophiidae - Brongersma，1951）
  - 屬：侏儒蚺屬（Exiliboa - Bogert，1968）
  - 屬：硬鱗蚺屬（Trachyboa - Peters，1860）
  - 屬：林蚺屬（Tropidophis - Bibron In Sagra，1843）
  - 屬：中美蚺屬（Ungaliophis - Müller，1880）
- 科：盾尾蛇科（Uropeltidae - Müller，1832）
  - 屬：Brachyophidium - Wall，1921
  - 屬：頦溝蛇屬（Melanophidium - Günther，1864）
  - 屬：扁槌蛇屬（Platyplectrurus - Günther，1868）
  - 屬：槌尾蛇屬（Plectrurus- Duméril，1851）
  - 屬：凸尾蛇屬（Pseudotyphlops - Schlegel，1839）
  - 屬：銼尾蛇屬（Rhinophis - Hemprich，1820）
  - 屬：鑽尾蛇屬（Teretrurus - Beddome，1886）
  - 屬：針尾蛇屬（Uropeltis - Cuvier，1829）
- 科：蝰蛇科（Viperidae - Oppel，1811）
  - 亞科：白頭蝰亞科（Azemiopinae - Liem，Marx & Rabb，1971）
    - 屬：白頭蝰屬（Azemiops - Boulenger，1888）

  - 亞科：夜蝰亞科（Causinae - Cope，1859）
    - 屬：夜蝰屬（Causus - Wagler，1830）

  - 亞科：蝮亞科（Crotalinae - Oppel，1811）
    - 屬：蝮蛇屬（Agkistrodon - Palisot de Beauvois，1799）
    - 屬：跳蝮屬（Atropoides - Werman，1992）
    - 屬：棕櫚蝮屬（Bothriechis - Peters，1859）
    - 屬：森蝮屬（Bothriopsis - Peters，1861）
    - 屬：矛頭蝮屬（Bothrops - Wagler，1824）
    - 屬：紅口蝮屬（Calloselasma - Cope，1860）
    - 屬：山蝮屬（Cerrophidion - Campbell & Lamar，1992）
    - 屬：響尾蛇屬（Crotalus - Linnaeus，1758）
    - 屬：尖吻蝮屬（Deinagkistrodon - Gloyd，1979）
    - 屬：亞洲蝮屬（Gloydius - Hoge & Romano-Hoge，1981）
    - 屬：瘤鼻蝮屬（Hypnale - Fitzinger，1843）
    - 屬：巨蝮屬（Lachesis - Daudin，1803）
    - 屬：墨西哥角蝮屬（Ophryacus - Cope，1887）
    - 屬：烙鐵頭屬（Ovophis - Burger，1981）
    - 屬：豬鼻蝮屬（Porthidium - Cope，1871）
    - 屬：侏儒響尾蛇屬（Sistrurus - Garman，1883）
    - 屬：竹葉青屬（Trimeresurus - Lacépède，1804）
    - 屬：黑綠烙鐵頭屬（Tropidolaemus - Wagler，1830 ）

  - 亞科：蝰亞科（Viperinae - Oppel，1811）
    - 屬：Adenorhinos - Marx & Rabb，1965
    - 屬：樹蝰屬（Atheris - Cope，1862）
    - 屬：噝蝰屬（Bitis - Gray，1842）
    - 屬：角蝰屬（Cerastes - Laurenti，1768）
    - 屬：山蝰屬（Daboia - Gray，1842）
    - 屬：鋸鱗蝰屬（Echis - Merrem，1820）
    - 屬：扁鼻蝮屬（Eristicophis - Alcock & Finn，1897）
    - 屬：鈍鼻蝰屬（Macrovipera - Reuss，1927）
    - 屬：肯雅山蝰屬（Montatheris - Broadley，1996）
    - 屬：澤蝮蛇屬（Proatheris - Broadley，1996）
    - 屬：擬角蝰屬（Pseudocerastes - Boulenger，1896）
    - 屬：蝰屬（Vipera - Laurenti，1768）
- 科：閃鱗蛇科（Xenopeltidae - Bonaparte，1845）
  - 屬：閃鱗蛇屬（Xenopeltis - Reinwardt，1827）
- 科：†Nigerophiidae

## 盲蛇下目
- 科：異盾盲蛇科（Anomalepididae – Taylor，1939）
  - 屬：異盾盲蛇屬（Anomalepis – Jan，1860）
  - 屬：大盲蛇屬（Helminthophis – Peters，1860）
  - 屬：小盲蛇屬（Liotyphlops – Peters，1881）
  - 屬：特立尼達盲蛇屬（Typhlophis - Fitzinger，1843）
- 科：細盲蛇科（Leptotyphlopidae – Stejneger，1892）
  - 屬：細盲蛇屬（Leptotyphlops – Fitzinger，1843）
  - 屬：吻細盲蛇屬（Rhinoleptus - Orejas-Miranda，Roux-Estève & Guibé，1970）
- 科：盲蛇科（Typhlopidae – Merrem，1820）
  - 屬：尖盲蛇屬（Acutotyphlops – Wallach，1995）
  - 屬：圓盲蛇屬（Cyclotyphlops - Bosch and Ineich，1994）
  - 屬：鉤盲蛇屬（Ramphotyphlops – Fitzinger，1843）
  - 屬：尖鼻盲蛇屬（Rhinotyphlops – Fitzinger，1843）
  - 屬：盲蛇屬（Typhlops – Oppel，1811）
  - 屬：異盲蛇屬（Xenotyphlops - Wallach & Ineich，1996）